# Невероятные (телесериал)
«Невероятные» (англ. The Nevers) — драматический и научно-фантастический телесериал, созданный Джоссом Уидоном, премьера которого состоялась 11 апреля 2021 года  на телеканале HBO. Сериал продюсируют HBO и Mutant Enemy Productions, а исполнительными продюсерами являются Уидон, Даг Петри, Джейн Эспенсон и Бернадет Коулфилд.

## Сюжет
«Невероятные» описывается как «эпическая научно-фантастическая драма о команде викторианских женщин, которые обнаруживают у себя необычные способности, сталкиваются с беспощадными врагами и пускаются в миссию, которая может изменить мир».

## В ролях

### Главные роли
- Лора Доннели — Амалия Тру (True - истина), самая безответственная, импульсивная и психологически надломленная героиня из Лондона XIX века, гроза британской элиты. Она предана своему делу, но никогда не отказывается выпить[2].
- Оливия Уильямс — Лавиния Бидлоу, богатая холостячка, сторонница «Тронутых», которая также управляет Приютом, где живут многие главные герои. Ранее Уильямс играла одну из главных ролей в предыдущем сериале Уидона «Кукольный дом»[3][4].
- Джеймс Нортон — Хьюго Свон (Swan - лебедь), молодой пансексуальный аристократ, который владеет частным клубом и занимается вымогательством[3][4].
- Том Райли — Оугюстус «Оуги» Бидлоу: добродушный гик и брат Лавинии[3][4].
- Энн Скелли — Пенанс Эдейр: лучшая подруга Амалии и одна из первых «Nevers». Она очень религиозна и еретически прогрессивна[3][4].
- Бен Чаплин — детектив Фрэнк Манди: большой и грубый полицейский с сильным чувством морали. У него репутация жестокого и горького пьяницы[3][4].
- Пип Торренс — лорд Мэссен: бывший военный и убеждённый сторонник Британской империи, очень скептически относящийся к людям с необычайными способностями[3][4].
- Закари Момо — доктор Горацио Казенс, вест-индийский физик. Открыл свою силу в присутствии Амалии. Сотрудничает с ней и Королём нищих[3][4].
- Эми Мэнсон — Меледи: неуравновешенная и живущая в подполье. Меледи руководит бандой отступников и находится на грани убийства[3][4].
- Ник Фрост — Деклан Орран, он же Король нищих: харизматичный и жестокий Деклан руководит мелкими преступниками Лондона. Иногда он работает с Амалией, а иногда также рад предать её[3][4].
- Рошель Нэйл — Энни Кэрби, она же Костёр: преступница со способностью управлять огнём[3][4].
- Элеонор Томлинсон — Мэри Брайтон: неудачливая певица, которую впереди ждёт большой сюрприз[3][4].
- Денис О’Хэр — доктор Эдмунд Хэйг: жестокий американский хирург[3][4].

### Повторяющиеся роли
- Киран Сония Сауар — Харриэт Каур[5]
- Элизабет Бэррингтон — Люси Бест[5]
- Элла Смит — Дэзирэ Блоджетт[5]
- Виола Преттеджон — Миртл Хэплиш[5]
- Анна Дэвлин — Прайморс Чаттоуэй[5]
- Мартин Форд — Николас «Одиум» Пирбэл[5]

## Список эпизодов
| № в сериале | № в сезоне | Название                                                     | Режиссёр            | Автор сценария             | Дата премьеры   |
| Часть 1     | Часть 1    | Часть 1                                                      | Часть 1             | Часть 1                    | Часть 1         |
| ----------- | ---------- | ------------------------------------------------------------ | ------------------- | -------------------------- | --------------- |
| 1           | 1          | «Пилот» «Pilot»                                              | Джосс Уидон         | Джосс Уидон                | 12 апреля 2021  |
| 2           | 2          | «Разоблачение» «Exposure»                                    | Джосс Уидон         | Джейн Эспенсон             | 19 апреля 2021  |
| 3           | 3          | «Воспламенение» «Ignition»                                   | Дэвид Семел         | Кевин Лау                  | 26 апреля 2021  |
| 4           | 4          | «Предприятие» «Undertaking»                                  | Дэвид Семел         | Мадхури Шекар              | 3 мая 2021      |
| 5           | 5          | «Повешенная» «Hanged»                                        | Джосс Уидон         | Мелисса Икбал              | 10 мая 2021     |
| 6           | 6          | «Правда» «True»                                              | Зетна Фуэнтес       | Джейн Эспенсон             | 17 мая 2021     |
| Часть 2     |            |                                                              |                     |                            |                 |
| 7           | 7          | «Это хороший день» «It's a Good Day»                         | Эндрю Бернштейн     | Филиппа Гослетт            | 15 февраля 2023 |
| 8           | 8          | «Я недостаточно знаю о тебе» «I Don't Know Enough About You» | Дженнифер Гетцингер | Ира Паркер                 | 15 февраля 2023 |
| 9           | 9          | «Лихорадка» «Fever»                                          | Дженнифер Гетцингер | Рамми Парк                 | 15 февраля 2023 |
| 10          | 10         | «Ладно, хорошо, ты победил» «Alright, Okay, You Win»         | Нина Лопез-Коррадо  | Хариссон Дэвид Риверс      | 15 февраля 2023 |
| 11          | 11         | «Разве нам не весело» «Ain't We Got Fun»                     | Нина Лопез-Коррадо  | Алисса Торн и Адам Мегиддо | 15 февраля 2023 |
| 12          | 12         | «Увидимся» «I'll Be Seeing You»                              | Эндрю Бернштейн     | Питер Кэлловэй             | 15 февраля 2023 |

## Производство

### Разработка
13 июля 2018 года было объявлено о том, что HBO сделало заказ на производство сериала. Джосс Уидон будет работать над сериалом в качестве сценариста, режиссёра, исполнительного продюсера и шоураннера. Сериал достался HBO после биддинговой войны с другими телесетями и стриминговыми сервисами, включая также и Netflix.
Уидон объяснил название на Комик-коне 2018:

В сериале они сами себя так [«Невероятные»] не называют. Это фраза, которая должна вызвать своего рода реакцию на их странности, на то, что считается неестественным. Идея в том, что ты никогда не должен был быть таким, никогда не должен был существовать. Что-то не так, как должно быть, и вы не имеете права обладать какой-либо странной силой или способностью, которая у вас есть. И эта мысль о том, что некоторые люди не принадлежат к естественному порядку, увлекает меня. Я с этим не согласен. Но для меня это одна из тех вещей, где вы принимаете что-то отрицательное и носите это как знак доблести, в основном. Определённые вещи никогда не могут произойти — а они происходят. И люди, с которыми они происходят, занимают своё место в мире.
Оригинальный текст (англ.)They, themselves are not called that [The Nevers] in the show. It’s a phrase that’s meant to evoke a sort of reaction to their oddity, to what is considered unnatural. The idea that you should never be like this, you should never have existed. Something is not the way it should be, and you don’t have the right to have whatever weird power or ability that you have. And that idea, that some people are not of the natural order, is fascinating to me. I don't agree with it. But to me, it’s one of those things where you take something negative, and you wear it as a badge of honor, basically. Certain things could never happen - they’re happening. And the people they’re happening to are taking their place in the world.
— 

### Съёмочная группа
В число исполнительных продюсеров сериала входят Бернадет Коулфилд, Джейн Эспенсон и Даг Петри. Эспенсон и Петри, которые уже работали с Уидоном над сериалом «Баффи — истребительница вампиров», будут также выступать в качестве сценаристов. Лори Пенни также будет одним из участников состава сценаристов сериала. Джемма Джексон выступает в качестве художника-постановщика.

### Съёмки
4 июля 2019 года Уидон объявил о том, что съёмочный период начался, а съёмки происходят в Лондоне. В июле 2019 года сообщалось о том, что сцены сериала снимались на Троицкой церковной площади и в районе Нового уимблдонского театра. В августе 2019 года сцены сериала снимались у Чатемской исторической верфи в графстве Кент.
Из-за нехватки студийного пространства в Лондоне HBO работали вместе с Адрианом Вуттоном, генеральным директором компании Film London, и Британской комиссией по кинематографии для того, чтобы найти складские помещения и старые промышленные помещения, в которых они могли бы разместить производство.
Съемки эпизодов в поместье лорда Мэссена происходили в Не́буорт-ха́ус (англ. Knebworth House)